# ماریسا داویلا
ماریسا داویلا (انگلیسی: Marisa Davila؛ زاده ۲۴ آوریل ۱۹۹۷) یک بازیگر آمریکایی است که به خاطر نقش‌های اصلی‌اش در برادران ربات فوق‌العاده غول‌پیکر (۲۰۲۲) و گریس: ظهور بانوان صورتی در سال ۲۰۲۳ مشهور است.